# Tristemma
Tristemma es un género  de plantas fanerógamas pertenecientes a la familia Melastomataceae. Comprende 33 especies descritas y de estas, solo 3 aceptadas.

## Taxonomía
El género fue descrito por Antoine-Laurent de Jussieu y publicado en Genera Plantarum 329. 1789.

## Especies aceptadas
A continuación se brinda un listado de las especies del género Tristemma  aceptadas hasta mayo de 2014, ordenadas alfabéticamente. Para cada una se indica el nombre binomial seguido del autor, abreviado según las convenciones y usos:
- Tristemma hirtum P. Beauv.
- Tristemma leiocalyx Cogn.
- Tristemma mauritianum J.F. Gmel.